# Wishaw
Pour le village du Warwickshire, voir Wishaw (Angleterre).
Wishaw est une ville d'Écosse. Elle est située dans la vallée du Clyde, à environ 25 km au sud-est du centre-ville de Glasgow. Administrativement, elle relève du North Lanarkshire. En 2012, elle comptait environ 30 510 habitants.

## Personnalités liées à la ville
- John Higgins (né en 1975), joueur professionnel de snooker.